# Skrzyp polny
Skrzyp polny (Equisetum arvense L.) – gatunek rośliny wieloletniej należący do rodziny skrzypowatych (Equisetaceae). Jest typem nomenklatorycznym rodzaju Equisetum.

## Zasięg występowania

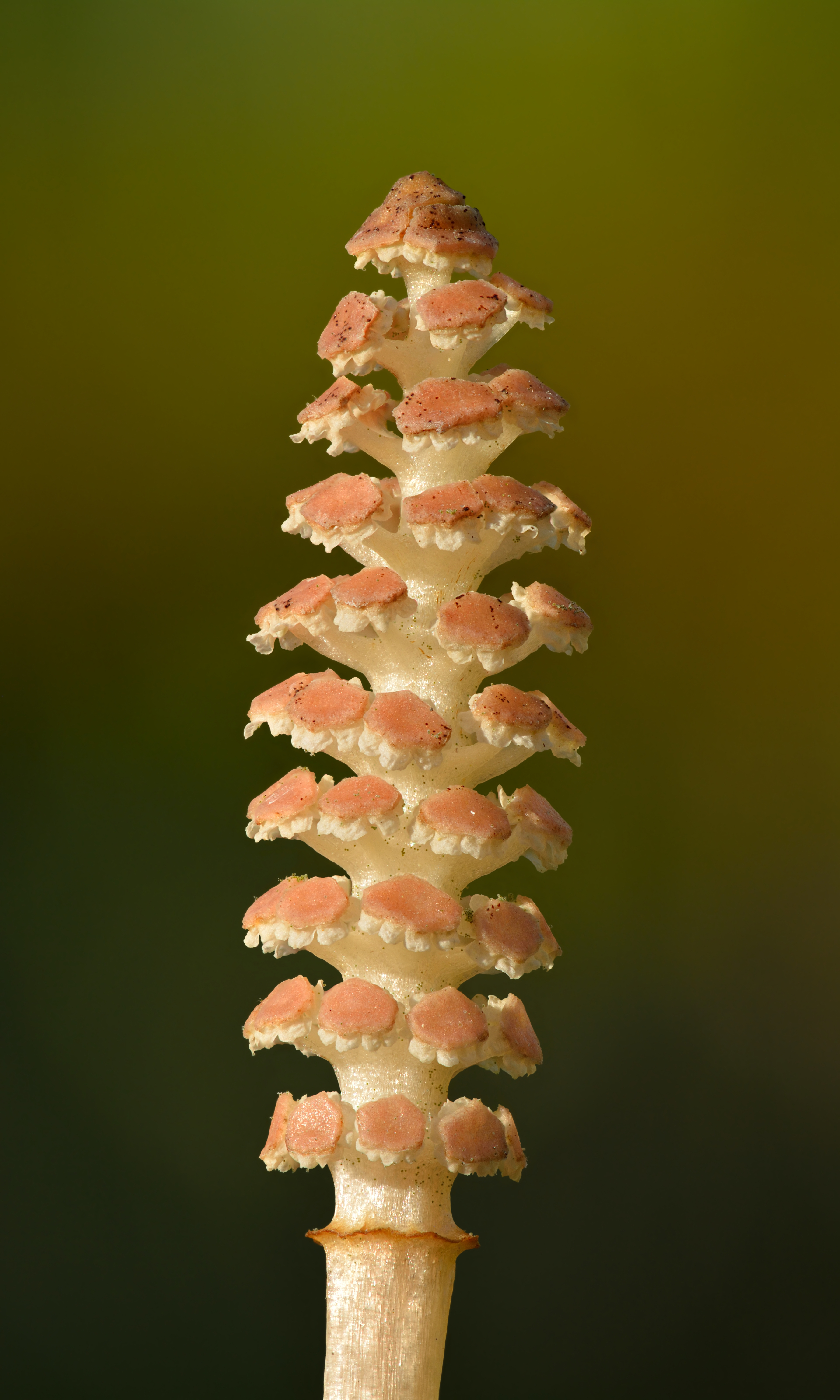
Kłos zarodnionośny

Gatunek kosmopolityczny rozprzestrzeniony na całym świecie. W Polsce jest rośliną bardzo pospolitą na terenie całego kraju, aż po regiel górny. Jest najczęściej występującym gatunkiem skrzypów. Status gatunku we florze Polski: gatunek rodzimy.

## Morfologia
Pęd płonnyMa wysokość do 40 cm. Jest zielony i okółkowo rozgałęziony (10–12 gałązek bocznych), szorstki i żeberkowany (ma 6–19 żeberek). Pochwy są zielone, walcowate z 6–18 czarniawymi ząbkami na szczycie z białym obrzeżeniem. Odgałęzienia są pojedyncze, z 4-5 głębokimi żeberkami i pochwami o 4-5 ząbkach.
KłączeRozwija się na głębokości 25–130 cm pod ziemią. Jest długie, czołgające się, silnie rozgałęzione brunatnego koloru. Występują na nim bulwy pędowe, zawierające substancje zapasowe, z których roślina czerpie wczesną wiosną składniki potrzebne do wytworzenia pędu zarodnionośnego jeszcze przed rozpoczęciem fotosyntezy.
LiścieSą bardzo drobne, występują na pędach w okółku, otaczając węzły i wzmacniając je. Na pędzie płonnym jest ich 6–18, mają kształt czarnych ząbków z białym obrzeżeniem. Długie, cienkie i członowane rozgałęzienia boczne wyrastające z okółka to nie liście, lecz pędy.
Pęd zarodnionośnyJest soczysty, wzniesiony i nierozgałęziony, ma wysokość 10–30 cm przy średnicy 2–6 mm i zabarwienie jasnobrunatne lub czerwonawe. Na przekroju poprzecznym jest okrągły i ma lejkowato rozdęte pochwy (z 6–12 zasychającymi łuskami o kolorze od zielonawego do brunatnego). Na szczycie znajduje się jeden brunatny, tępo zakończony kłos zarodnionośny (sporofilostan) o długości 1,5–3 cm. Po ich dojrzeniu kłos obumiera.
ZarodnikiZarodniki skrzypu polnego są kuliste, jednakowe, o średnicy około 50 μm. Każdy z nich jest wyposażony w 4 wstęgowate wyrostki (sprężyce, haptery, elatery). Wykazują one bardzo silne ruchy higroskopowe: w suchych warunkach prostują się, w mokrych zaś owijają się wokół zarodników.

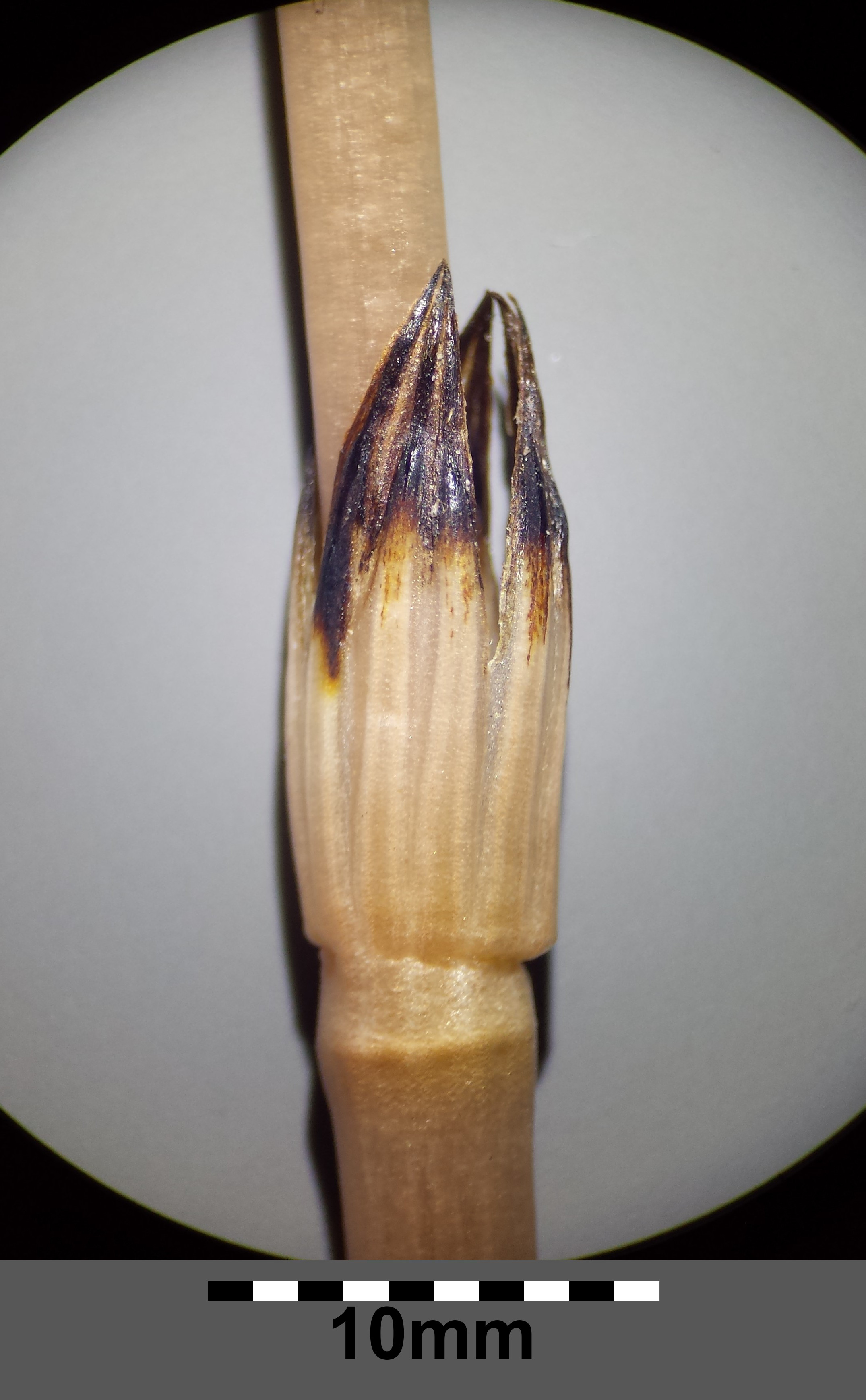
Węzeł pędu zarodnionośnego
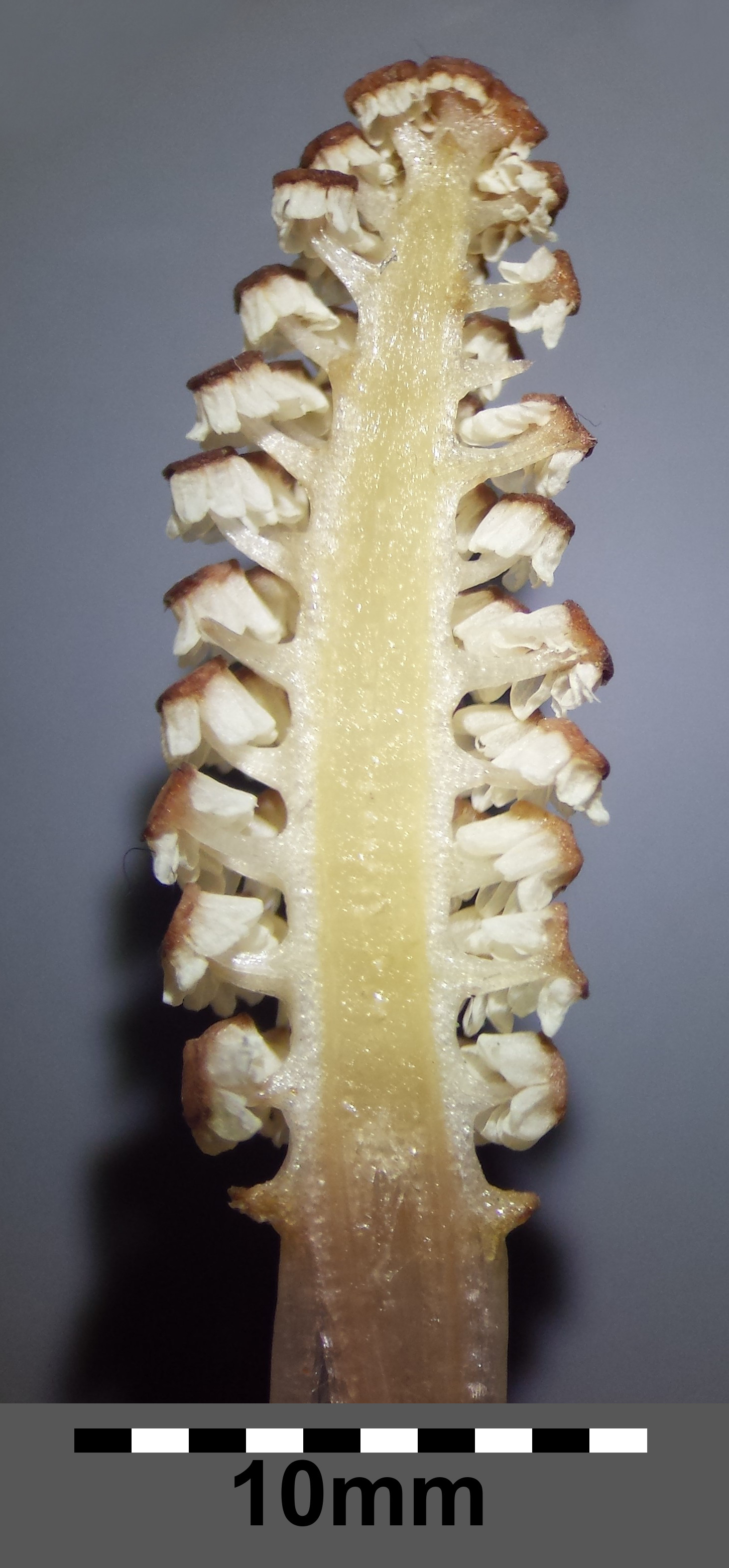
Przekrój kłosa zarodnionośnego
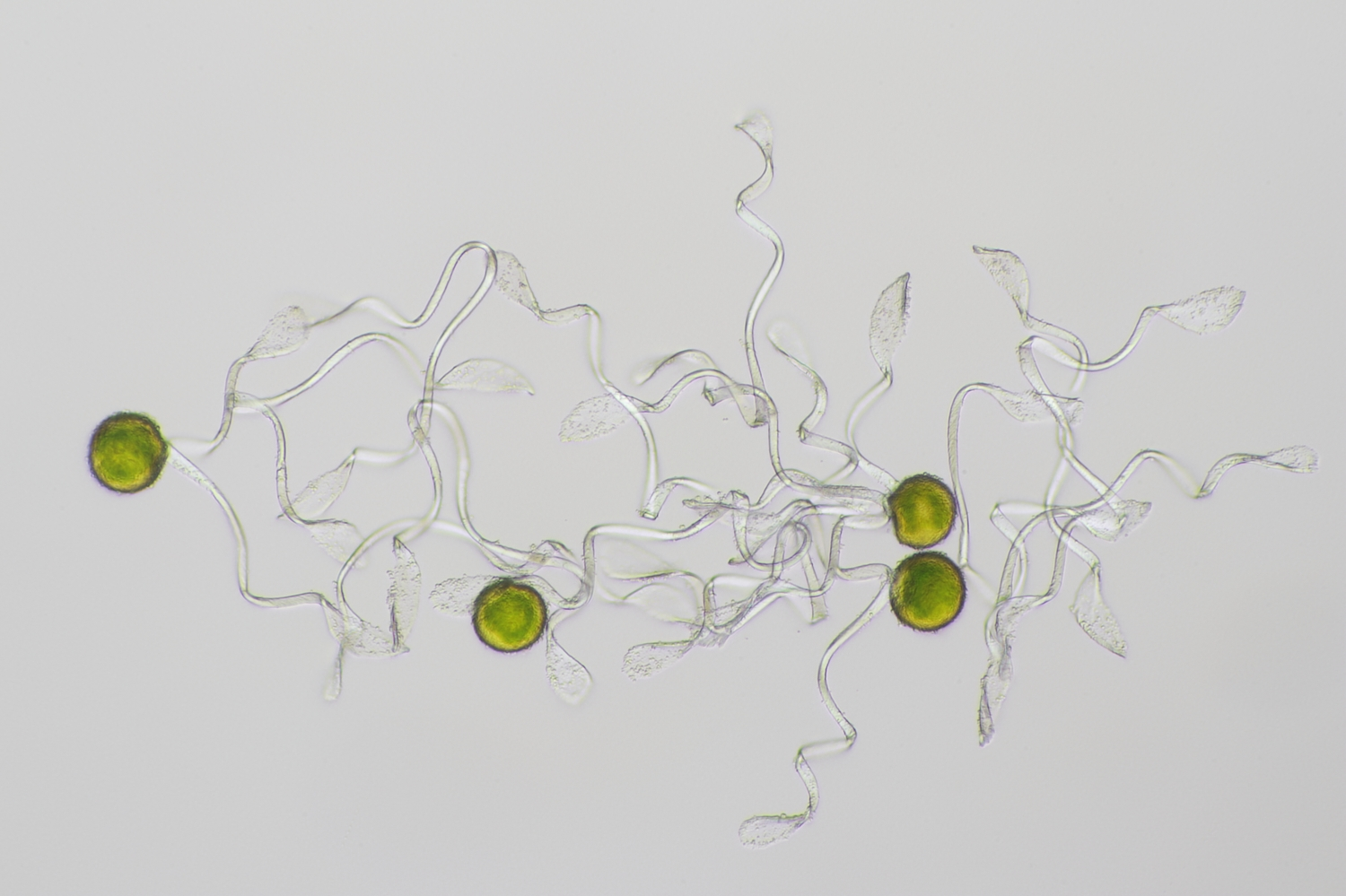
Zarodniki
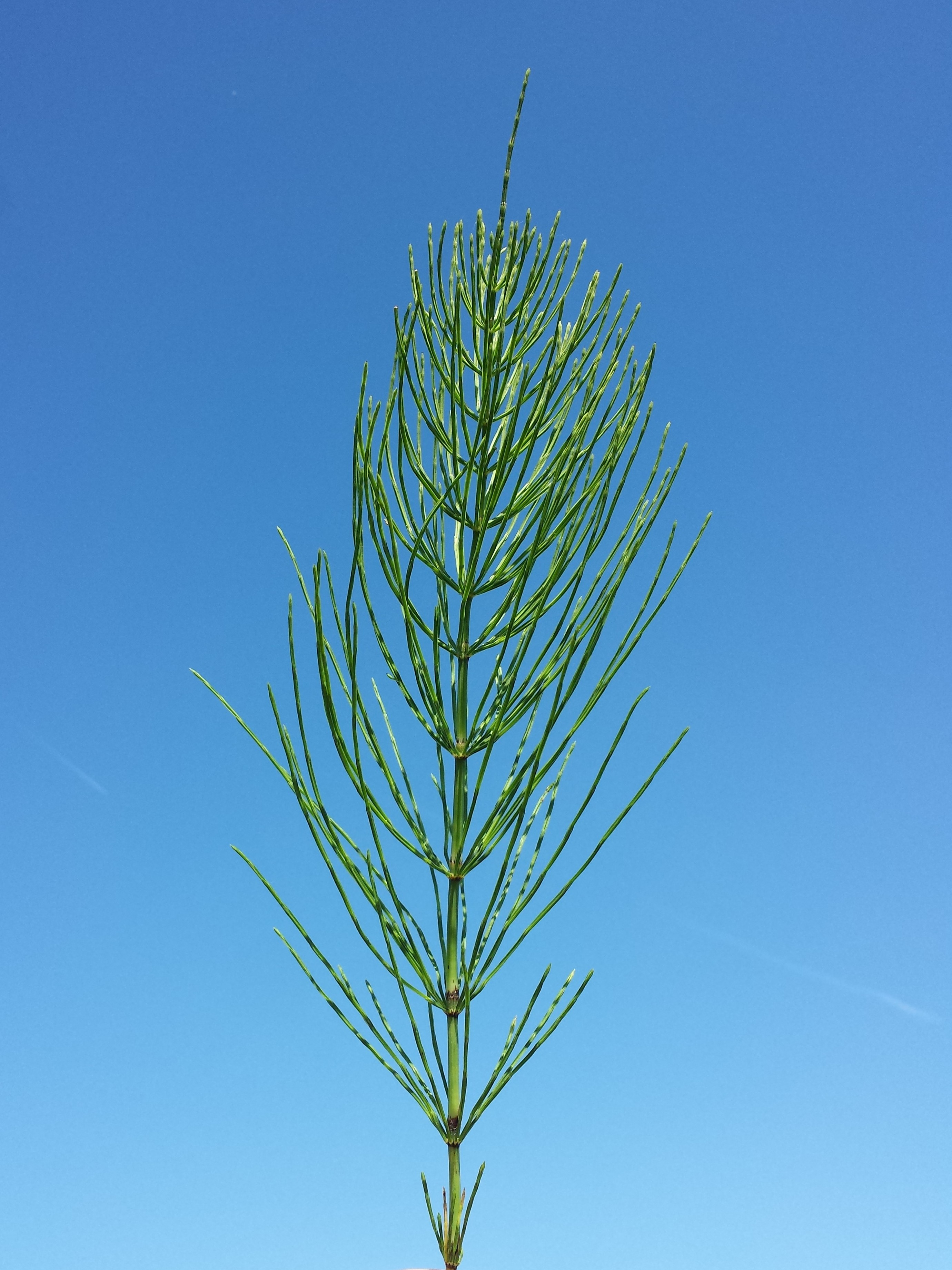
Pęd płonny
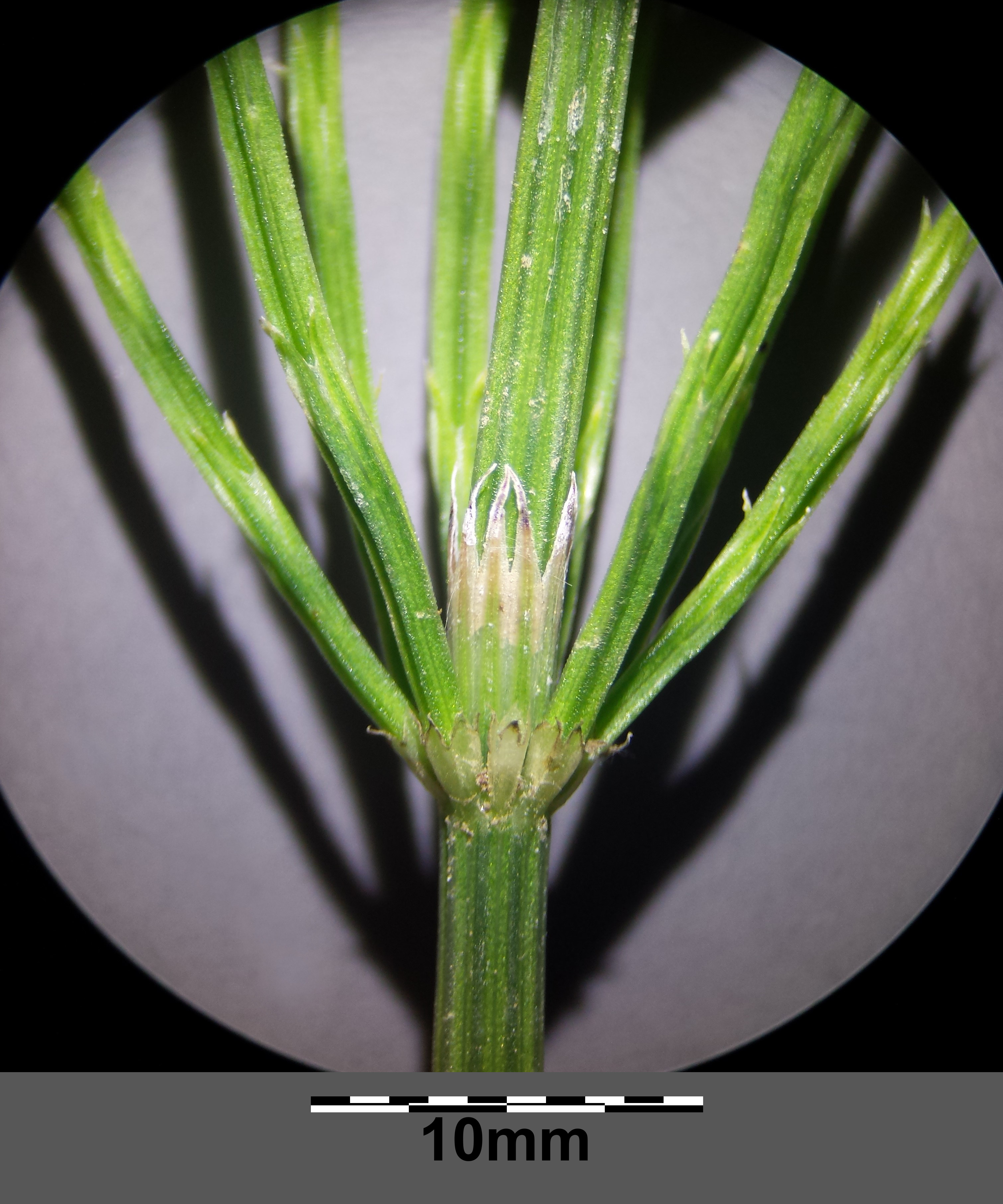
Węzeł pędu płonnego

## Biologia i ekologia

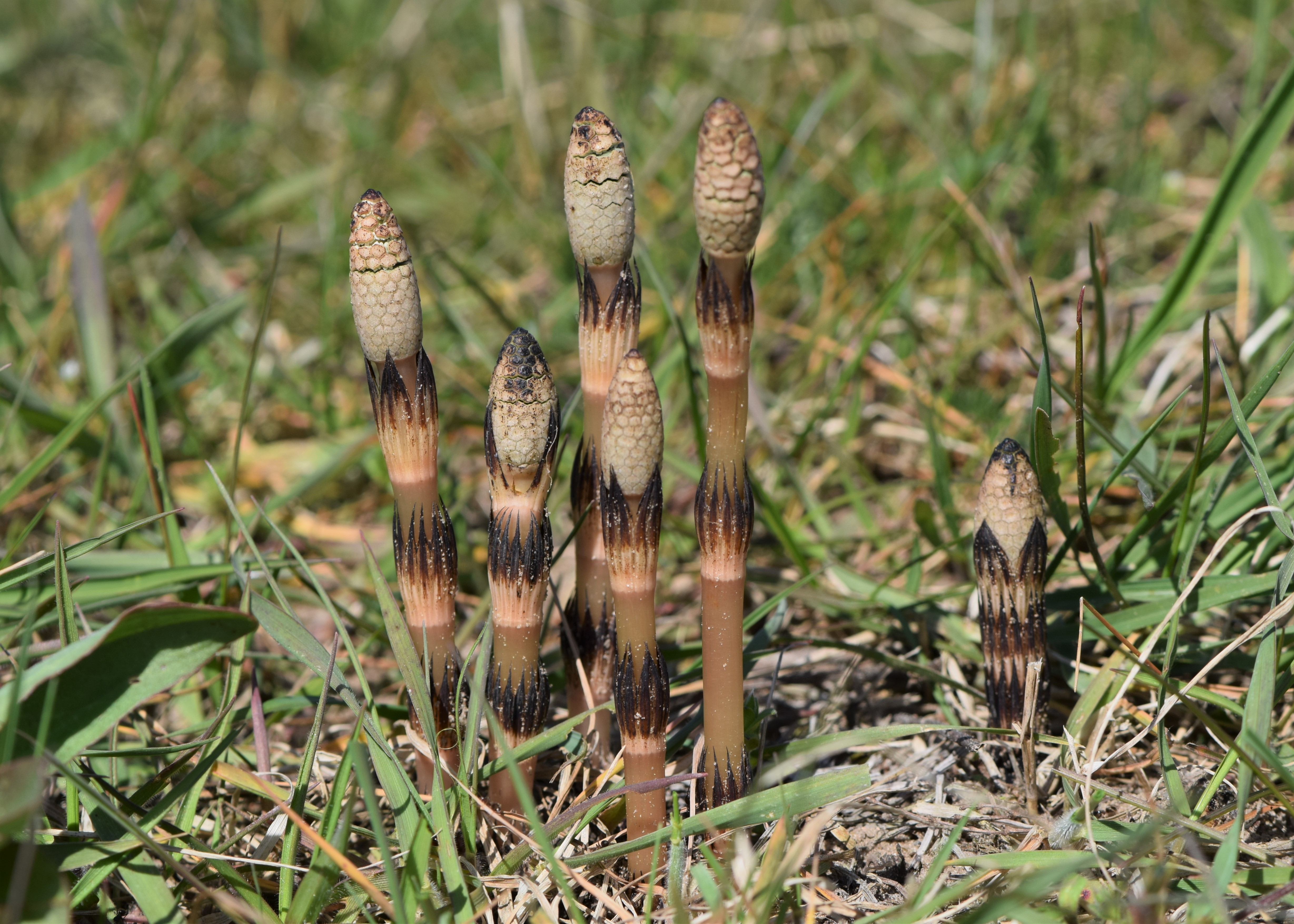
Pędy zarodnionośne wiosną

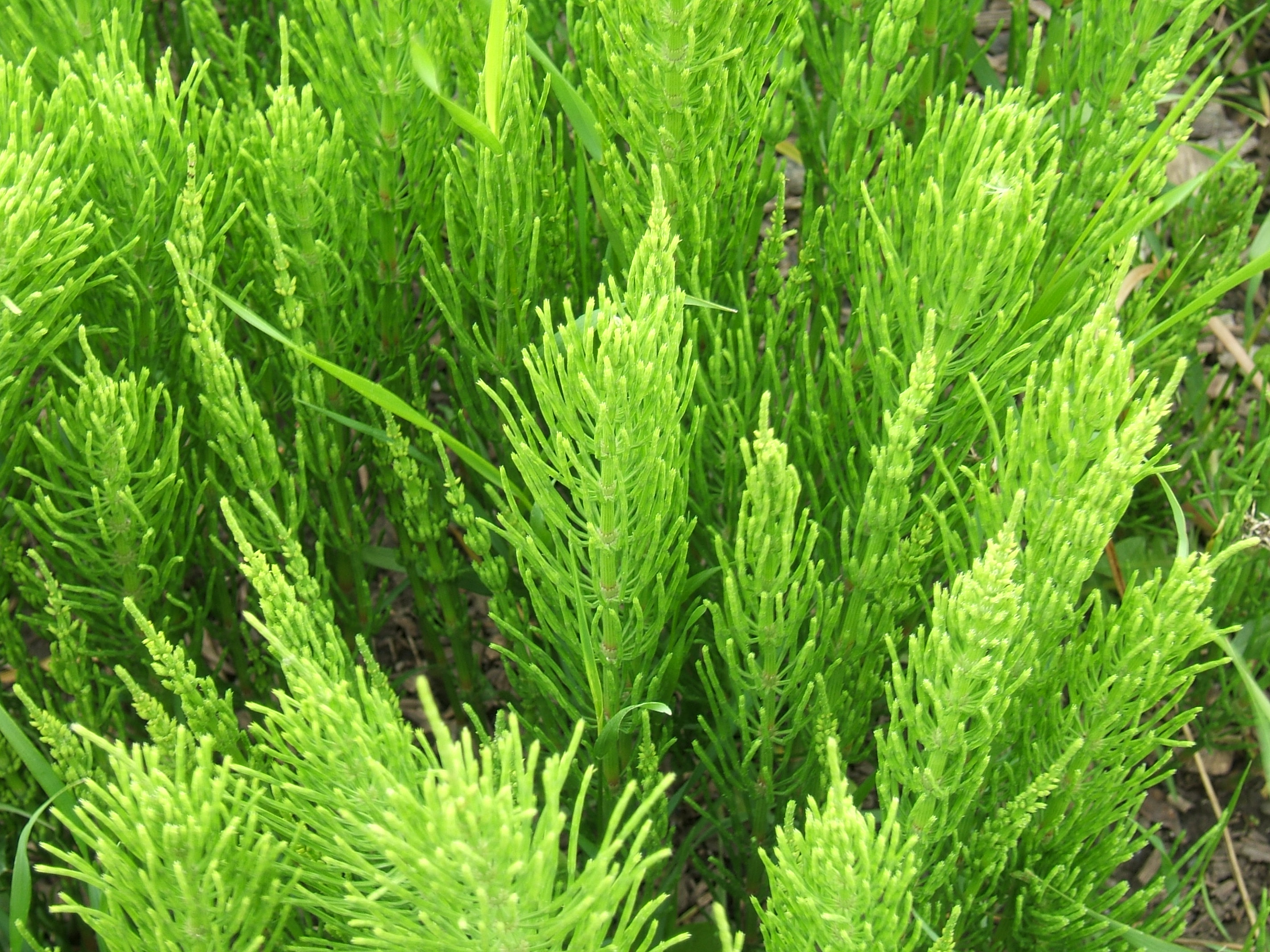
Pędy asymilacyjne latem

RozwójPęd zarodnionośny pojawia się wczesną wiosną, pęd płonny pod koniec wiosny. Zarodniki wytwarzane są w miesiącach marzec-kwiecień, roślina bardzo rzadko jednak rozmnaża się przez zarodniki. Rozrasta się przez tworzenie odrostów z kłączy, a rozmnaża się głównie wegetatywnie przez fragmenty kłączy oderwane podczas prac polowych.
Cechy fitochemiczneZiele zawiera duże ilości krzemionki, alkaloidy (m.in. nikotynę), saponiny (ekwizetoninę), flawonoidy (ekwizetrynę i izokwercytrynę). Białka stanowią 14,6% suchej masy ziela, azot 2,3%. Spośród składników mineralnych w 1 kg suchej masy ziele skrzypu polnego zawiera 34,2 g K, 1,15 g P, 285 mg Fe i 28 mg Mn. Bulwki na kłączach zawierają skrobię.
Roślina trującaW większych ilościach skrzyp polny jest trujący dla zwierząt. Szczególnie wrażliwe na skrzyp polny są konie i świnie. Udokumentowano śmiertelne zatrucia koni, zwłaszcza źrebiąt. Objawami zatrucia u koni jest niespokojne zachowanie – konie gryzą i kopią. Spożycie znacznych ilości powoduje odurzenie zwierząt i bezwład mięśni. Występuje porażenie ośrodkowego układu nerwowego i zmiany patologiczne w narządach wewnętrznych. Duży udział skrzypu w sianie obniża mleczność krów.
SiedliskoRoślina głównie siedlisk ruderalnych i segetalnych. Rośnie na polach uprawnych i w ogrodach, na ugorach, przydrożach, torach kolejowych, nieużytkach, wysypiskach, rzadziej na łąkach. Jest pospolitym chwastem na różnych glebach i w różnych uprawach. Najlepiej rozwija się w uprawach roślin okopowych, szczególnie ziemniaków. Rośnie na glebach wilgotnych i świeżych, zarówno piaszczystych, jak i gliniastych. Rośnie rzadziej na łąkach, ponieważ jest wrażliwy na procesy redukcji związków organicznych zachodzące pod darnią łąkową. Dawniej uważano, że jest rośliną wskaźnikową dla zakwaszenia gleby, ale okazało się, że nawet w glebach zasadowych rośnie dobrze dzięki tworzeniu swoistej ryzosfery o kwaśnym odczynie. Jest rośliną wskazującą na istnienie silnej wilgotności głębszych warstw gleby.
FitosocjologiaW klasyfikacji zbiorowisk roślinnych gatunek charakterystyczny dla Cl. Agropyretea.
GenetykaLiczba chromosomów 2n = 216.
Korelacje międzygatunkoweNa pędach pasożytuje grzyb Ascochyta equiseti, Titaeospora equiseti powodujący brunatnienie i gnicie łodyg, na martwych pędach rozwija się anamorfa grzyba Stagonospora equisetina i teleomorfa grzyba Roseodiscus rhodoleucus. Na pędach żerują larwy muchówek Liriomyza occipitalis, Liriomyza equiseti i larwa chrząszcza Grypus equisetii.

## Zastosowanie
Roślina lecznicza
- Surowiec zielarski. Ziele skrzypu (Equiseti herba) – całe lub rozdrobnione, wysuszone płonne części nadziemne. Surowiec powinien zawierać minimum 0,3% sumy flawonoidów w przeliczeniu na izokwercytrozyd[17].
- Działanie. Moczopędne, przeciwobrzękowe, odtruwające, przeciwzapalne, przeciwkrwotoczne, wzmacniające, regulujące przemianę materii[18]. Przede wszystkim jest źródłem łatwo przyswajalnej krzemionki, która jest niezbędna do utrzymywania prawidłowej elastyczności skóry, błon śluzowych i tkanki łącznej oraz jest składnikiem włosów i paznokci. Szczególnie ważne jest to u ludzi starszych, krzemionka bowiem jest jednym z tych składników, których w organizmie ubywa wraz z wiekiem. Roztwory krzemionki ze skrzypu polnego łatwo wchłaniają się, a ich nadmiar wydalany jest z moczem. Krzemionka zapobiega tworzeniu się kamieni w układzie moczowym i miażdżycy, reguluje bowiem przepuszczalność ścian naczyń krwionośnych i utrudnia odkładanie się w nich tłuszczu. Skrzyp polny zwiększa także ilość erytrocytów i hemoglobiny we krwi[19].
- Wykorzystanie. Wewnętrznie odwary z ziela stosuje się w stanach zapalnych dróg moczowych i kamicy, przy cukrzycy, obrzękach, krwawieniach z płuc, dróg moczowych, macicy i jelit, przy zaburzeniach przemiany materii, pękaniu naczyń krwionośnych, schorzeniach wątroby, chorobach skórnych, łuszczycy i wypadaniu włosów. Zewnętrznie odwary wykorzystuje się do płukania jamy ustnej i gardła, oraz jako okłady i do przemywania oparzeń, owrzodzeń, i stanów zapalnych skóry. Świeży sok ze skrzypu tamuje krwawienia[18]. Jest stosowany w mieszance z łopianem, chmielem, mydlnicą i rumiankiem do mycia wypadających włosów[19].
- Zbiór i suszenie. Zbiera się zielone pędy od połowy lipca do końca sierpnia, ścinając je 5–10 cm od ziemi i suszy w cieniu pod przykryciem w temp. do 40 °C, tak, by nie straciły zielonego koloru. Przechowuje się w suchym i przewiewnym pomieszczeniu w papierowych torbach[18].
- Dawkowanie. 2-3 razy dziennie między posiłkami pić należy ciepły i odcedzony odwar uzyskiwany w wyniku łagodnego gotowania przez 10–15 minut łyżki ziela zalanej szklanką wody[19].

Roślina kosmetyczna
Napar może być stosowany do mycia skóry o cerze zmęczonej, starzejącej się lub z innych powodów trudnej do pielęgnowania. Skrzyp polny używany jest także jako dodatek do kąpieli pojędrniających skórę, a także do produkcji preparatów kosmetycznych. Napar po zmieszaniu z alkoholem i octem daje lotion. Preparaty stosowane są do oczyszczania skóry skłonnej do trądziku i czyraków. Wywar ze skrzypu stosowany jest w kosmetykach służących do płukania włosów oraz środków pieniących do kąpieli.
Roślina jadalna
Młode wegetatywne pędy skrzypu polnego (po obraniu z pochew liściowych) były jadane na surowo lub po ugotowaniu przez niektóre plemiona Indian (Chinook, Hesquiat, Saainich), Dla zdobycia ich odbywali nawet 20-kilometrowe wyprawy. Eskimosi zjadali bulwki pędowe zawierające skrobię. Ich wykopywanie jest nieopłacalne, Eskimosi wydobywali je wraz z innymi korzeniami i bulwami ze spiżarni lemingów i innych gryzoni. W Japonii kłosy zarodnionośne (tsukushi) są uważane za przysmak. Dodaje się ich do potrawy ohitashi zawierającej podgotowane warzywa moczone w rybnym rosole, sosie sojowym i alkoholowym sosie mirin. Są także dodatkiem do schłodzonych sałatek i potrawy sunomono zawierającej poszatkowane, nieco osłodzone warzywa z octem.
Na surowo nie można jeść większych ilości skrzypu, zawiera on bowiem enzym tiaminazę zubożającą organizm w witaminę B1. Gotowanie niszczy ten enzym.
Inne zastosowania
- Szorstkie z powodu krzemionki pędy używane były do czyszczenia i polerowania. Dawniej polerowano nimi garnki, patelnie, drewniane podłogi, wyroby metalowe i drewniane. Obecnie poleruje się nimi instrumenty muzyczne[18].
- Sproszkowany skrzyp jest używany w weterynarii do posypywania ran i wrzodów u zwierząt[19].
- Dawniej otrzymywano ze skrzypu żółty barwnik[18].

## Zwalczanie
Zwalczanie tego chwastu jest trudne, gdyż jego korzenie ułożone są piętrowo i podzielone nawet na małe kawałki zakorzeniają się i wydają nowe pędy. Skrzyp osłabiany jest przy starannej uprawie i ciągłym niszczeniu części nadziemnych (i w miarę możliwości podziemnych). Skuteczne jest zagłuszenie skrzypu przez uprawę roślin silnie zacieniających (np. łubin i pastewnych roślin strączkowych). Ogranicza jego występowanie silne nawożenie wapnem i solami potasowymi w połączeniu z głęboką orką. A także głębszy drenaż.